# Eleição municipal de Serra em 2024
A eleição municipal da cidade de Serra em 2024 ocorreu nos dias 6 de outubro (primeiro turno) e 27 de outubro (segundo turno), com o objetivo de eleger um prefeito, um vice-prefeito e 23 vereadores responsáveis pela administração da cidade, que terá seu início em 1° de janeiro de 2025, e terá seu término em 31 de dezembro de 2028. O atual prefeito Sérgio Vidigal, do Partido Democrático Trabalhista (PDT), eleito em 2020, decidiu por não disputar a reeleição.

## Contexto

### Eleição anterior
O prefeito titular é Sérgio Vidigal (PDT), que assumiu a prefeitura em 2021 após vencer as eleições municipais em 2020 no 2º turno com 54,90% dos votos válidos.

### Eleitorado
Em agosto de 2024, Serra contava com cerca de 362.532 pessoas aptas a votar, cerca de 77,51% da população total da cidade (467.722), segundo o Censo demográfico do Brasil de 2022. A cidade é dividida em 3 zonas eleitorais (26ª, 53ª e 59ª). Os eleitores tiveram até o dia 8 de maio para fazer a 1ª via ou a regularização do título junto ao cadastro biométrico.

## Calendário eleitoral
| Início        | Fim           | Atividades | Status    |
| ------------- | ------------- | --- | --------- |
| 7 de março    | 5 de abril    | Janela partidária para vereadores trocarem de partido visando concorrer às eleições sem perder o mandato. | Realizado |
| 6 de abril    | 6 de abril    | Data-limite para todas as legendas e federações partidárias obterem o registro dos estatutos no TSE e para todos os candidatos terem domicílio eleitoral na circunscrição em que desejam disputar as eleições com a filiação deferida pelo partido. | Realizado |
| 15 de maio    | 15 de maio    | Início da campanha de arrecadação prévia de recursos na modalidade de financiamento coletivo para pré-candidatos, sem realização de pedidos de voto e obedecendo a regras relativas à propaganda eleitoral na Internet.                             | Realizado |
| 20 de julho   | 5 de agosto   | Realização de convenções partidárias para deliberar sobre coligações e escolher candidatos às prefeituras e aos cargos de vereador. Os partidos têm até 15 de agosto para registrar os nomes na Justiça Eleitoral.                                  | Realizado |
| 16 de agosto  | 16 de agosto  | Início das campanhas eleitorais de forma igualitária, podendo qualquer publicidade ou manifestação com pedido explícito de voto antes da data ser considerada irregular e multada.                                                                  | Realizado |
| 30 de agosto  | 3 de outubro  | Veiculação da propaganda eleitoral gratuita no rádio e na televisão. | Realizado |
| 6 de outubro  | 6 de outubro  | Realização do primeiro turno das eleições municipais. | Realizado |
| 11 de outubro | 25 de outubro | Veiculação da propaganda eleitoral gratuita no rádio e na televisão para o segundo turno. | Realizado |
| 27 de outubro | 27 de outubro | Realização de um eventual segundo turno nas cidades com mais de 200 mil eleitores em que o candidato a prefeito mais votado não tenha atingido a metade mais um dos votos válidos.                                                                  | Realizado |

## Candidatos

### Quadro de candidaturas
| Nº | Prefeito(a)  | Prefeito(a)              | Prefeito(a)       | Vice-prefeito(a) | Vice-prefeito(a) | Vice-prefeito(a)   | Vice-prefeito(a)         | Coligação Partido(s)                                                               | Ref.   |
| Nº | Candidato(a) | Candidato(a)             | Partido Federação | Candidato(a)     | Candidato(a)     | Candidato(a)       | Partido Federação        | Coligação Partido(s)                                                               | Ref.   |
| -- | ------------ | ------------------------ | ----------------- | ---------------- | ---------------- | ------------------ | ------------------------ | ---------------------------------------------------------------------------------- | ------ |
| 10 |              | Pablo Muribeca           | Republicanos      |                  |                  | Magda Novaes       | Republicanos             | Muda Serra Republicanos, PRD, PSD e DC                                             | [ 9 ]  |
| 11 |              | Audifax Barcelos         | PP                |                  |                  | Nilza Cordeiro     | PSDB Fed. PSDB Cidadania | A Serra Em Boas Mãos PP, Avante, Agir, PMB e Fed. PSDB Cidadania (PSDB, Cidadania) | [ 10 ] |
| 12 |              | Weverson Meireles        | PDT               |                  |                  | Delegada Gracimeri | MDB                      | Amor Pela Serra PDT, MDB, PODE, PSB, Fed. PSOL REDE (PSOL, REDE) e UNIÃO           | [ 11 ] |
| 13 |              | Professor Roberto Carlos | PT FE Brasil      |                  |                  | Cida Alves         | PCdoB FE Brasil          | Sem coligação                                                                      | [ 12 ] |
| 22 |              | Igor Elson               | PL                |                  |                  | Cabo Cassotto      | PL                       | Sem coligação                                                                      | [ 13 ] |
| 28 |              | Antonio Bungenstab       | PRTB              |                  |                  | Bençao             | PRTB                     | Sem coligação                                                                      | [ 14 ] |
| 30 |              | Wylson Zon               | NOVO              |                  |                  | Dr Willian Lessa   | NOVO                     | Sem coligação                                                                      | [ 15 ] |

### Desistências
- Sérgio Vidigal (PDT): Por questões de problemas de saúde de sua esposa, Vidigal decide por não disputar a reeleição e lança Weverson Meireles (PDT), ex-secretário de Turismo do Estado, como seu sucessor.[1]

## Resultado

### Prefeito
Fonte: TSE
| Candidato(a) a prefeito(a) | Candidato(a) a prefeito(a)    | Candidato(a) a vice-prefeito(a) | 1º turno 6 de outubro de 2024 | 1º turno 6 de outubro de 2024 | 2º turno 27 de outubro de 2024 | 2º turno 27 de outubro de 2024 |
| Candidato(a) a prefeito(a) | Candidato(a) a prefeito(a)    | Candidato(a) a vice-prefeito(a) | Votação                       | Votação                       | Votação                        | Votação                        |
| Candidato(a) a prefeito(a) | Candidato(a) a prefeito(a)    | Candidato(a) a vice-prefeito(a) | Total                         | %                             | Total                          | %                              |
| -------------------------- | ----------------------------- | ------------------------------- | ----------------------------- | ----------------------------- | ------------------------------ | ------------------------------ |
|                            | Weverson Meireles (PDT)       | Delegada Gracimeri (MDB)        | 97.087                        | 39,66%                        | 138.071                        | 60,48%                         |
|                            | Pablo Muribeca (Republicanos) | Magda Novaes (Republicanos)     | 61.690                        | 25,20%                        | 90.227                         | 39,52%                         |
|                            | Audifax Barcelos (PP)         | Nilza Cordeiro (PSDB)           | 58.643                        | 23,96%                        | Não participaram               | Não participaram               |
|                            | Igor Elson (PL)               | Cabo Cassotto (PL)              | 18.751                        | 7,66%                         | Não participaram               | Não participaram               |
|                            | Professor Roberto Carlos (PT) | Cida Alves (PCdoB)              | 7.513                         | 3,07%                         | Não participaram               | Não participaram               |
|                            | Wylson Zon (NOVO)             | Dr Willian Lessa (NOVO)         | 919                           | 0,38%                         | Não participaram               | Não participaram               |
|                            | Antonio Bungenstab (PRTB)     | Bençao (PRTB)                   | 175                           | 0,07%                         | Não participaram               | Não participaram               |
| Total de votos válidos     | Total de votos válidos        | Total de votos válidos          | 244.478                       | 100%                          | 242.267                        | 94,23%                         |
| → Votos brancos            | → Votos brancos               | → Votos brancos                 | 10.270                        | 3,89%                         | 6.535                          | 2,70%                          |
| → Votos nulos              | → Votos nulos                 | → Votos nulos                   | 9.132                         | 3,46%                         | 7.434                          | 3,07%                          |
| Total de votos             | Total de votos                | Total de votos                  | 264.180                       | 100%                          | 242.267                        | 100%                           |
| → Abstenções               | → Abstenções                  | → Abstenções                    | 98.344                        | 27,13%                        | 120.257                        | 33,17%                         |
| Eleitores aptos a votar    | Eleitores aptos a votar       | Eleitores aptos a votar         | 362.524                       | 100%                          | 362.524                        | 100%                           |